# 利福塔镇
利福塔镇，是中华人民共和国湖南省张家界市桑植县下辖的一个乡镇级行政单位。

## 行政区划
利福塔镇下辖以下地区：
利福塔社区、赤溪村、青龙村、陈家湾村、黄家院村、叶家方村、杨溪坪村、冒水溪村、三岔溪村、金家台村、宋家台村、官庄村、岩板村、舒家坪村、三岔弯村、柳树坡村、梁家坪村、白蛇溪村、郭家台村、水儿场村、苦竹河村、水洞村和棉花亚村。